# 배틀스타 갈락티카

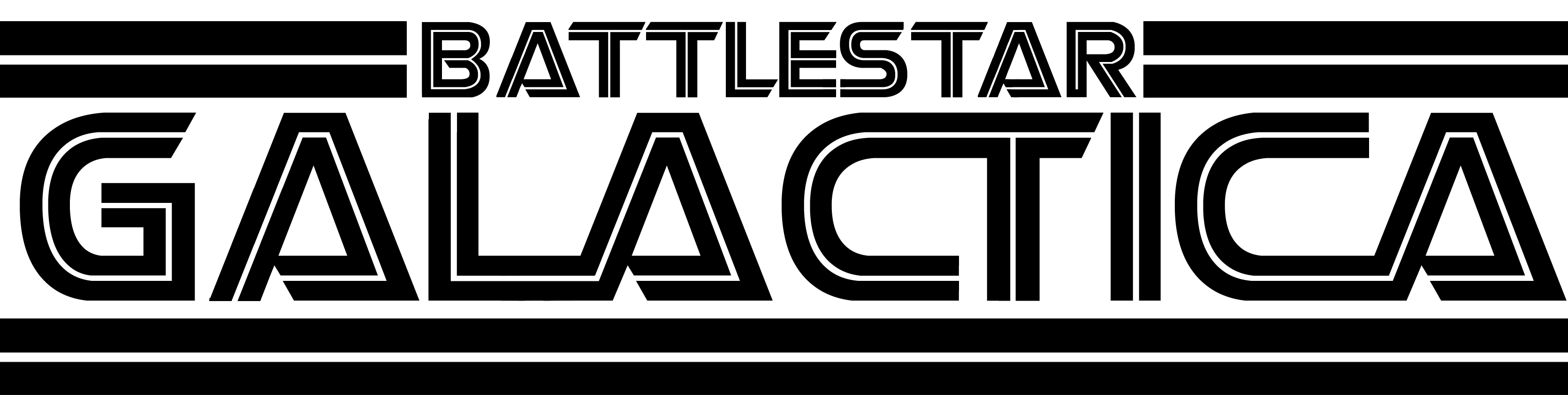

《배틀스타 갈락티카》(Battlestar Galactica, 배틀스타 갤럭티카)는 1978년과 2003년부터 2009년사이에 미국에서 방영된 SF 시리즈이다. 오리지널 시리즈는 1978년에 영화와 TV 시리즈로 방영되었고, 리메이크 시리즈는 2003년 12월 8일에 Syfy를 통해 미국에서 총 3시간 분량으로 미니시리즈가 방송되었고, 2004년 10월 영국에서 TV 시리즈의 방송을 시작했으며, 미국에서는 2005년 1월부터 방영되어 2009년 3월에 종영했다.
또한 배틀스타 갈락티카는 TV 시리즈 내에서 사일런과의 전쟁에 등장하는 카프리카의 우주전함이다.

## 오리지널 시리즈
- TV 시리즈 (1978년)
- 영화 배틀스타 갈락티카 (1978년)
- 갈락티카 1980 (1980년)

## 리메이크 시리즈

### 방영정보
- 본편
  - 미니시리즈 (2003년)
  - 시즌 1 (2004년~2005년)
  - 시즌 2 (2005년~2006년)
  - 시즌 3 (2006년~2007년)
  - 시즌 4 (2008년~2009년)
- 영화
  - 배틀스타 갈락티카: 레이저 (2007년)
  - 배틀스타 갈락티카: 더 플랜 (2009년)
- 웨비소드[1] (Webisode)
  - 배틀스타 갈락티카: 레지스탕스 (2006년)
  - 배틀스타 갈락티카: 레이저 플래쉬백 (2007년)
  - 배틀스타 갈락티카: 페이스 오브 언 에너미 (2008년~2009년)

## 스핀오프
- 카프리카 (2010년)
- 배틀스타 갈락티카: 블러드 & 크롬 (2012년)

## 게임
- 비욘드 더 레드 라인 (2007년)
- 배틀스타 갈락티카 온라인 (2011년)
- 배틀스타 갈락티카 Squadrons (2017년)

## 출판물
원작 시리즈와 리메이크 시리즈는 둘 다 극 중 캐릭터에 기초한 소설, 논문 등의 출판물로도 만들어졌다.

### 원작 시리즈 기반의 소설
아래의 배틀스타 갈락티카 소설들은 글렌 A. 라슨과 아래 목록에 서술된 작가가 공동으로 집필하였다. Battlestar Galactica #14: Surrender the Galactica를 제외한 나머지 소설들은 Berkley에서 최초로 출간되었으며 이후 I Books에서 "Battlestar Galactica Classic"이란 제목으로 재출간되었다.
에피소드 소설
- Battlestar Galactica #1: Saga of a Star World. (로버트 서스턴 공저)
- Battlestar Galactica #2: The Cylon Death Machine. (로버트 서스턴 공저)
- Battlestar Galactica #3: The Tombs of Kobol. (로버트 서스턴 공저)
- Battlestar Galactica #4: The Young Warriors. (로버트 서스턴 공저)
- Battlestar Galactica #5: Galactica Discovers Earth. (Galactica 1980 소설화, 마이클 레즈닉 공저)
- Battlestar Galactica #6: The Living Legend. (니콜라스 예르마코프 공저)
- Battlestar Galactica #7: War of the Gods. (니콜라스 예르마코프 공저)
- Battlestar Galactica #8: Greetings from Earth. (론 굴라트 공저)
- Battlestar Galactica #9: Experiment in Terra. (론 굴라트 공저)
- Battlestar Galactica #10: The Long Patrol. (론 굴라트 공저)

장편 소설
- Battlestar Galactica #11: The Nightmare Machine. (로버트 서스턴 공저)
- Battlestar Galactica #12: "Die, Chameleon!". (로버트 서스턴 공저)
- Battlestar Galactica #13: Apollo's War. (로버트 서스턴 공저)
- Battlestar Galactica #14: Surrender the Galactica. (로버트 서스턴 공저)

### 리메이크 시리즈 기반의 소설
다음은 Tor Science Fiction 출판사에서 발간한 양장본 및 일반본 형태의 소설들이다
- Battlestar Galactica (제프리 카버 저)
- The Cylons' Secret: Battlestar Galactica 2 (크레이그 쇼 가드너 저)
- Sagittarius Is Bleeding: Battlestar Galactica 3 (피터 데이비드 저)
- Unity: Battlestar Galactica 4 (스티븐 하퍼 저)

### 학술 논문
- So Say We All: 배틀스타 갈락티카에 대한 생각 및 의견들을 모은 비공식 컬렉션 (리차드 해치 저)

## 같이 보기
- 배틀스타 갈락티카 리메이크 시리즈
- 카프리카